# إيمان القاسم سليمان
إيمان سعيد القاسم - سليمان هي ابنة لأم من مدينة يافا وأب من قرية الرامة وأم لثلاثة أطفال زوجها فؤاد سليمان من قرية عيلبون وعمها الشاعر الفلسطيني سميح القاسم ولدت في فلسطين المحتلة في مدينة يافا عام. أنهت دراستها الجامعية عام في الجامعة العبرية في القدس في تخصص الاقتصاد وتخصص اللغة العربية نالت شهرة واسعة حيث تعمل في مجال الإعلام في إعداد وتقديم البرامج الإذاعية ضمن إذاعة صوت إسرائيل باللغة العربية حول المواضيع الاجتماعية والسياسية والثقافية. مشاركة دائمة في النشاطات التي تعنى برفع مكانة المرأة العربية وفي قضايا المساواة وتعد من أكثر نساء داخل الخط الأخضر تأثيرًا.

## القاسم والإذاعة
تعتبرُ من المذيعاتِ والإعلامياتِ الأوائل في البلاد. حصدت على العديدِ من الجوائز الفخريّة نطرًا لعطائِها الإبداعيِّ والمتواصل في مجال الصحافة والإعلام الإذاعي وذلك من خلال برامج تعنى بالمشاكل الاجتماعية مثل برنامج «على الأجندة» والذي يغطي أحداثَ الساعة و«فنجان قهوة» الذي يطرحُ كلَّ أسبوعٍ قضيَّةً معيَّنة بتوسُّع كبير وبذلك استطاعات تسليط الضوء على هموم المواطن العربي في إسرائيل ومشاكله وقضاياه وما يدور من حوله.

## القاسم والرسالة
ايقنت القاسم ان مهمتها في الإذاعة ودورها في نشر مشاكل الوسط العربي في إسرائيل هي رسالة يجب عليها اتمامها على الصعيد ِ الإعلامي وعلى الصعيد الميداني فكانت السباقة في مهرجانات المرأة وامسيات تكريمية وأدبية ومؤتمرات علمية طبية وحملات إنسانية اجتماعية كنبذ العنف اتجاه المرأة وتفاقم جرائم القتل في الوسط العربي من خلال موقعها وترى دورها في مسارين أساسين: المساواة وحقوق الأقلية العربيَّة، ورفع مكانة المرأة العربيَّة...

## جوائز وتكريمات
- مهرجان المرأة العربية 2010 - تكريم عن عطائها وعملها المميز في مجال الإعلام.
- مؤتمر الصحافة ايلات 2009 - جائزة الصحافة لبرنامج فنجان قهوة.
- زيارة البابا بنديكتوس السادس عشر 2009 - الميدالية الذهبية تقديراً على تغطيتها الإعلامية لزيارته التاريخية إلى الأراضي المقدسة.
- مشروع التعايش شارع سمسم 2008 - تكريم عن مساهمتها في المشروع الاجتماعي
- صحيفة دنيا الرياضة 2008- تكريم على ما قدمته لإنجاح الحفل السنوي لدنيا الرياضة.
- شاعر فلسطين محمود درويش 2006 - رسالة تقدير في إصدار ديوانه «سرير الغريبة»
- مركز الألفية لتنمية الصحة والمجتمع 2006 - تكريم لدعمها ومشاركتها لمشروع «حياة الإنسان كقيمة عليا»
- معهد فان لير للأبحاث 2005 - رسالة شكر عن مشاركتها في ندوة تحت عنوان «العلاقات بين الفلسطينيين على جانبي الخط الأخضر».
- مؤسسة المراكز الجماهيرية العربية 2001 - تكريم بمناسبة اختيارها كصحفية عام 2001مجال الصحافة المسموعة.